# 札幌工科専門学校
札幌工科専門学校（さっぽろこうかせんもんがっこう）は北海道札幌市にある建設系事項を学ぶ専修学校。学校法人常松学園が運営。

## 沿革
- 1978年 - 札幌土木技術学院開校
- 1980年 - 専修学校制による専門学校認可
- 1981年 - 専修学校として開校
- 1993年 - 学校法人設立認可
- 1998年 - 測量法における測量に関する専門の養成施設指定
- 2004年 - 測量専門養成施設の国土交通大臣登録
- 2006年 - 樹木医補資格養成機関として日本緑化センターに登録
- 2015年 - 職業実践専門課程として文部科学大臣に認定
- 2017年 - 自然再生士補資格養成機関として日本緑化センターに登録

## 所在地
- 北海道札幌市東区中沼西5条1丁目8-7

## 設置学科
- 環境土木工学科
- 造園緑地科
- 測量情報科
- 環境土木・造園施工管理科 （環境土木コース 造園コース）